# Hannes Hafstein
Hannes Þórður Pétursson Hafstein (Möðruvellir, 1861 – Reykjavík, 1922) è stato un politico e poeta islandese.
Primo ministro dell'Islanda dal 1904 al 1909, negli stessi anni e dal 1912 al 1914 fu deputato al Parlamento danese, ove esercitò forti pressioni per l'indipendenza islandese.
Ottimo scrittore e traduttore (tradusse in islandese Goethe, Heine, Ibsen), scrisse nel 1916 un Volume di poesie (kvæđabók) in cui affiorano anche temi politici e sociali, e che è considerato tra i cardini della letteratura islandese.